# لاک هیون (پنسیلوانیا)
لاک هیون (به انگلیسی: Lock Haven) شهری در ایالت پنسیلوانیا کشور ایالات متحده آمریکا است که جمعیت آن در سرشماری سال ۲۰۱۰ میلادی، ۹٬۷۷۲ نفر بوده‌است.